# Batalla de Grodno (1706)
El bloqueig de Hrodna per part dels 20.000 homes de l'exèrcit principal suec va tenir lloc entre el gener i el març de 1706. A la ciutat hi havia aproximadament 23.000 homes russos sota el comandament del mariscal de camp Ogilvy i del general Repnin. El 13 de gener, 1706 l'exèrcit suec que venia de Polònia creuà el Riu Neman i foragità les unitats de cavalleria russes de Menshikov cap a Minsk, tallant totes les connexions de Rússia amb la guarnició d'Hrodna. La situació de les tropes russes es feia, fins i tot més difícil, després que el rei August II el Fort deixés Hrodna en direcció a Polònia, amb quatre regiments de dragons russos amb ell. Com a resultat, la guarnició d'Hrodna es quedà sense cavalleria, que era necessària per als subministraments i les operacions de reconeixement.
Després de posar Hrodna sota setge, els suecs ocuparen Niasvij i assetjaren Lyakhavichy. Mentrestant, la guarnició russa de Hrodna patia grans problemes d'avituallament, així com sanitaris, causant 8.000 baixes entre els defensors. Després del bloqueig de les seves tropes principals a Hrodna Pere I de Rússia tenia només 12.000 homes a Belarús. Estant a Minsk amb aquest exèrcit es comunicà amb la guarnició assetjada mitjançant un porútxik nomenat Iàkovlev, que feia el viatge fins a Hrodna vestit com a camperol polonès. A més a més d'això 14.000 cosacs ucraïnesos de Mazepa se'ls ordenà que hostilitzessin constantment l'enemic. Pere I no volia tenir una batalla oberta amb Carles XII tant lluny de Rússia. A causa d'això ordenà a la guarnició d'Hrodna que resistís fins al desgel. Llavors s'havien de retirar darrere el Neman cap a Brest i creuar el Dnièper, cosa que feren reeixidament el maig 1706.
Carles calculà malament la direcció de la retirada russa, esperant que es retirin cap a l'est, on situà el gruix de les seves forces. Havent descobert la retirada russa, sorprenentment ràpida, cap al sud-oest massa tard, començà la recerca, esperant trobar els russos, mitjançant una drecera a través dels aiguamolls de Polesia. Tanmateix, es demostrà que eren impracticables i Carles hagué de deixar la recerca dels russos i buscar una batalla amb els saxons primer.